# Emanuele Bellandi
Emanuele Bellandi (Montichiari, 18 maggio 1991) è un rugbista a 15 italiano, terza linea del Brescia.

## Biografia
Nato e cresciuto sportivamente nelle giovanili del Rugby Calvisano, durante la stagione 2011-2012 ha esordito in prima squadra, con la quale ha potuto vincere subito il suo primo Scudetto e il Trofeo Eccellenza.
È stato convocato in tutte le rappresentative nazionali giovanili fino alla nazionale Under 19.

## Palmarès
- Campionati italiani: 1
Calvisano: 2011-12
- Trofei Eccellenza : 1
Calvisano: 2011-12